# Entomopathogene schimmel

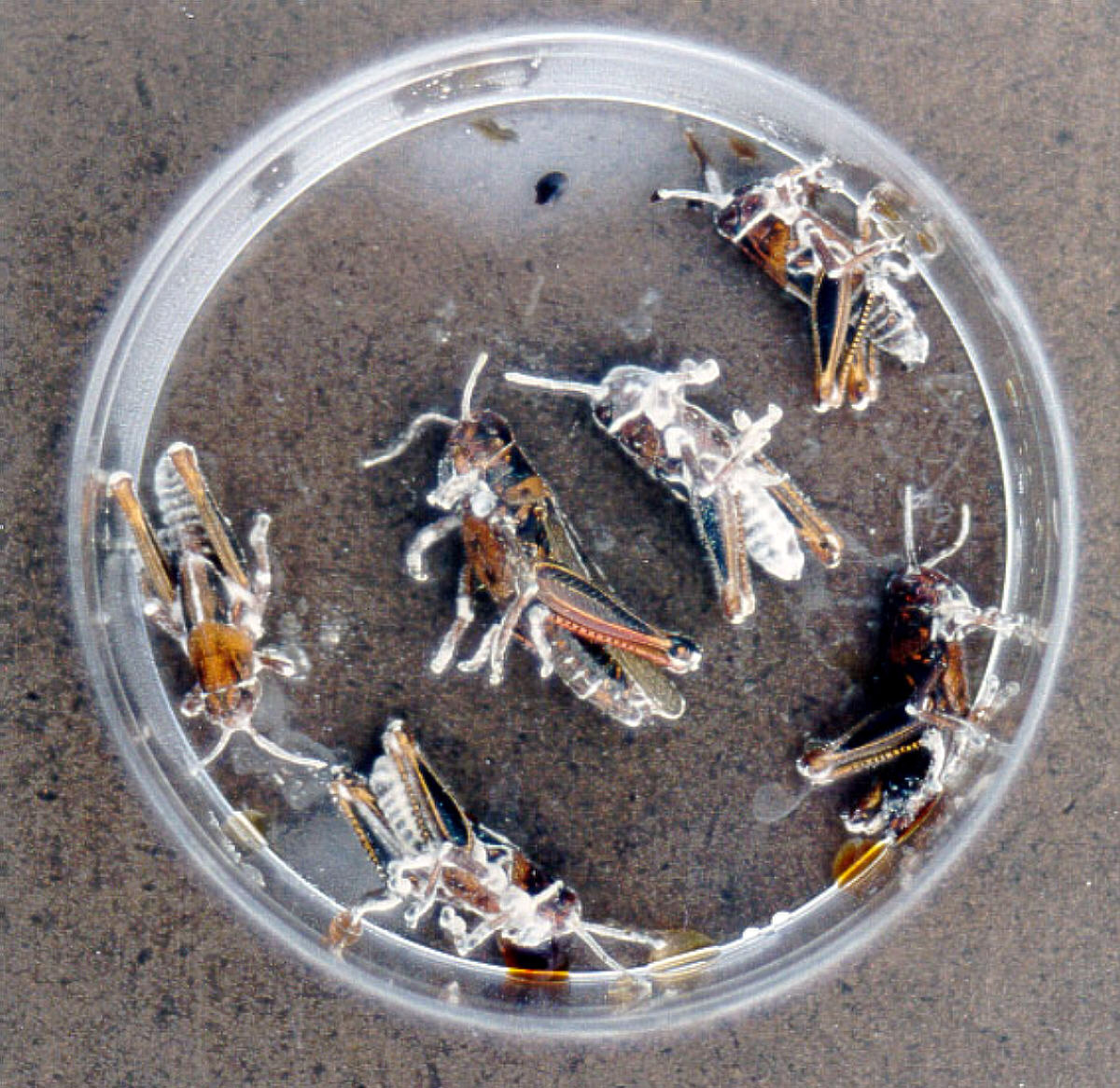
Sprinkhanen (Melanoplus-soort) geparasiteerd door Beauveria bassiana

Een entomopathogene schimmel is een schimmel, die insecten en andere geleedpotigen parasiteert en deze uiteindelijk doodt of zeer ernstige schade toebrengt.

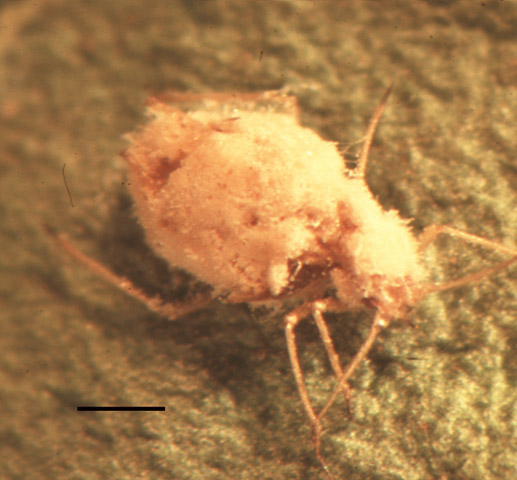
Groene perzikluis (Myzus persicae) geparasiteerd door Pandora neoaphidis. (Schaal streepje = 0,3 mm.)

Entomopathogene schimmels infecteren met een spore, meestal een conidium, het exoskelet van een insect, doordat de spore, meestal bij de juiste temperatuur en gewoonlijk bij een hoge luchtvochtigheid, kiemt en het insect koloniseert. Ook is het mogelijk dat de kiemhyfe het exoskelet doorboort en in het insectenlichaam (hemocoel) verder groeit, afhankelijk van de schimmel, als mycelium of protoplast. Na enige tijd gaat het insect dood (soms door gevormde mycotoxines) en worden er onder de juiste omstandigheden nieuwe sporen gevormd in of op het insect. Meestal is er een hoge luchtvochtigheid nodig voor de sporulatie.

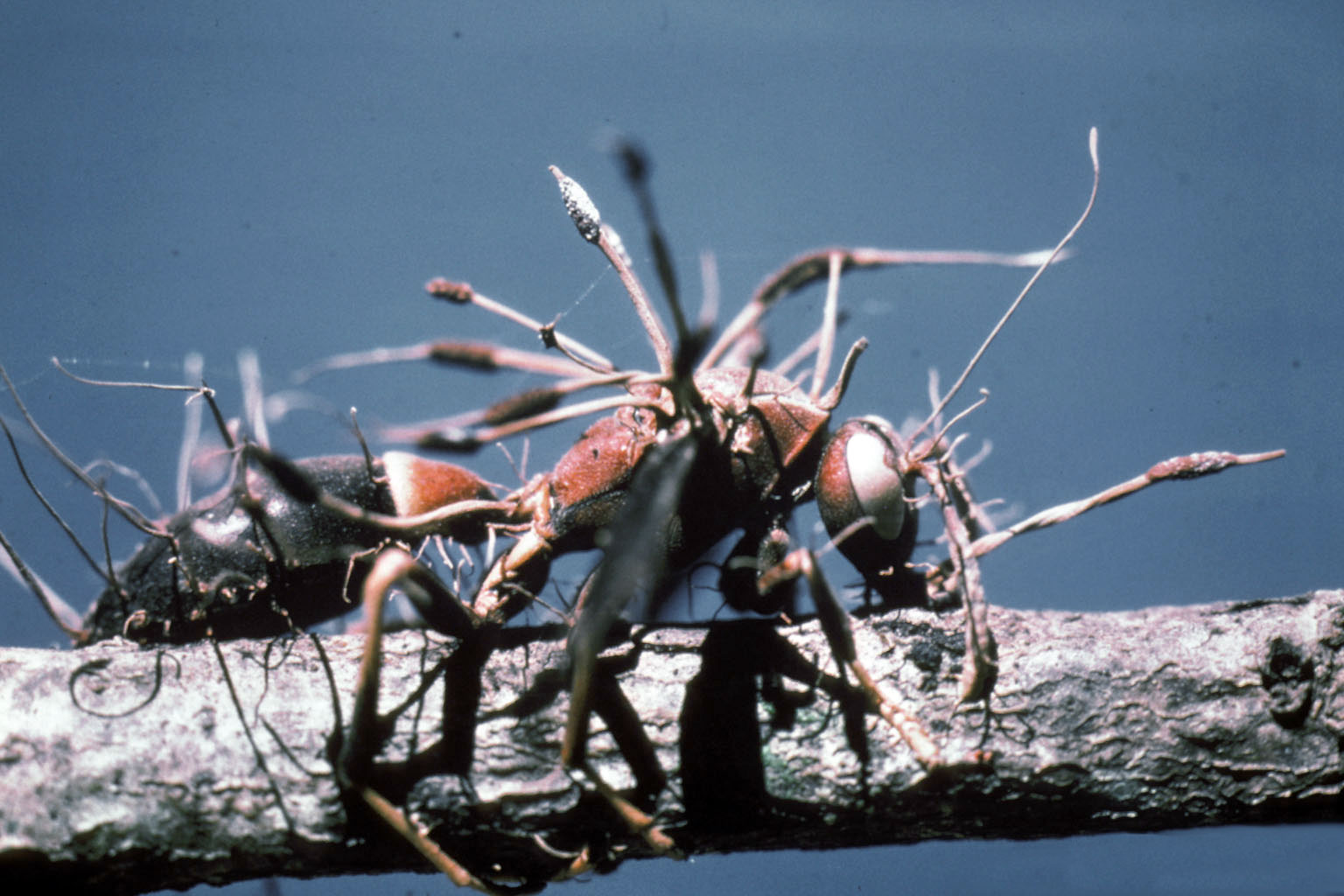
Cordyceps-soorten zijn parasitoïde op verschillende geleedpotigen. Hier op een vliesvleugelige

De entomopathogene schimmels omvatten verschillende geslachten. Veel entomopathogene schimmels behoren tot de orde Hypocreales van de ascomyceten: de ongeslachtelijke (anamorfe) vormen van Beauveria, Metarhizium, Nomuraea, Paecilomyces = Isaria, Hirsutella en de geslachtelijke (teleomorfe) vorm Cordyceps. Tot de orde Entomophthorales van de  Zygomycota behoren Entomophthora, Zoophthora, Pandora en Entomophaga.

entomopathogene schimmels
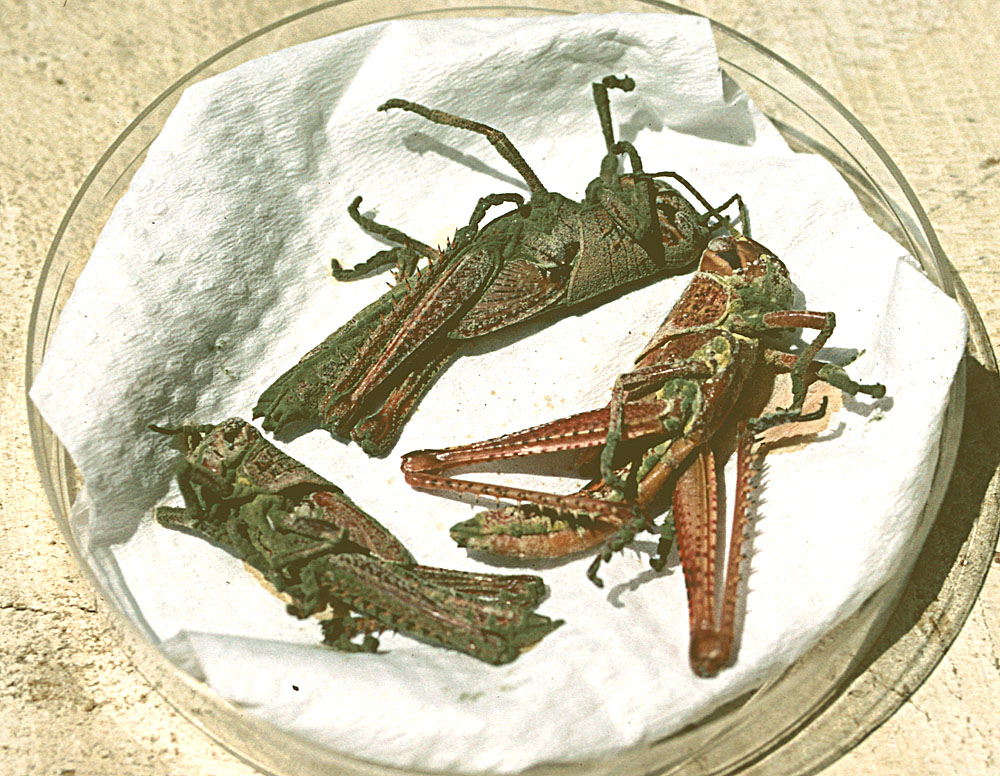
Rode sprinkhanen (Nomadacris septemfasciata) gedood door Metarhizium acridum tijdens een biologische-bestrijdingscampagne.
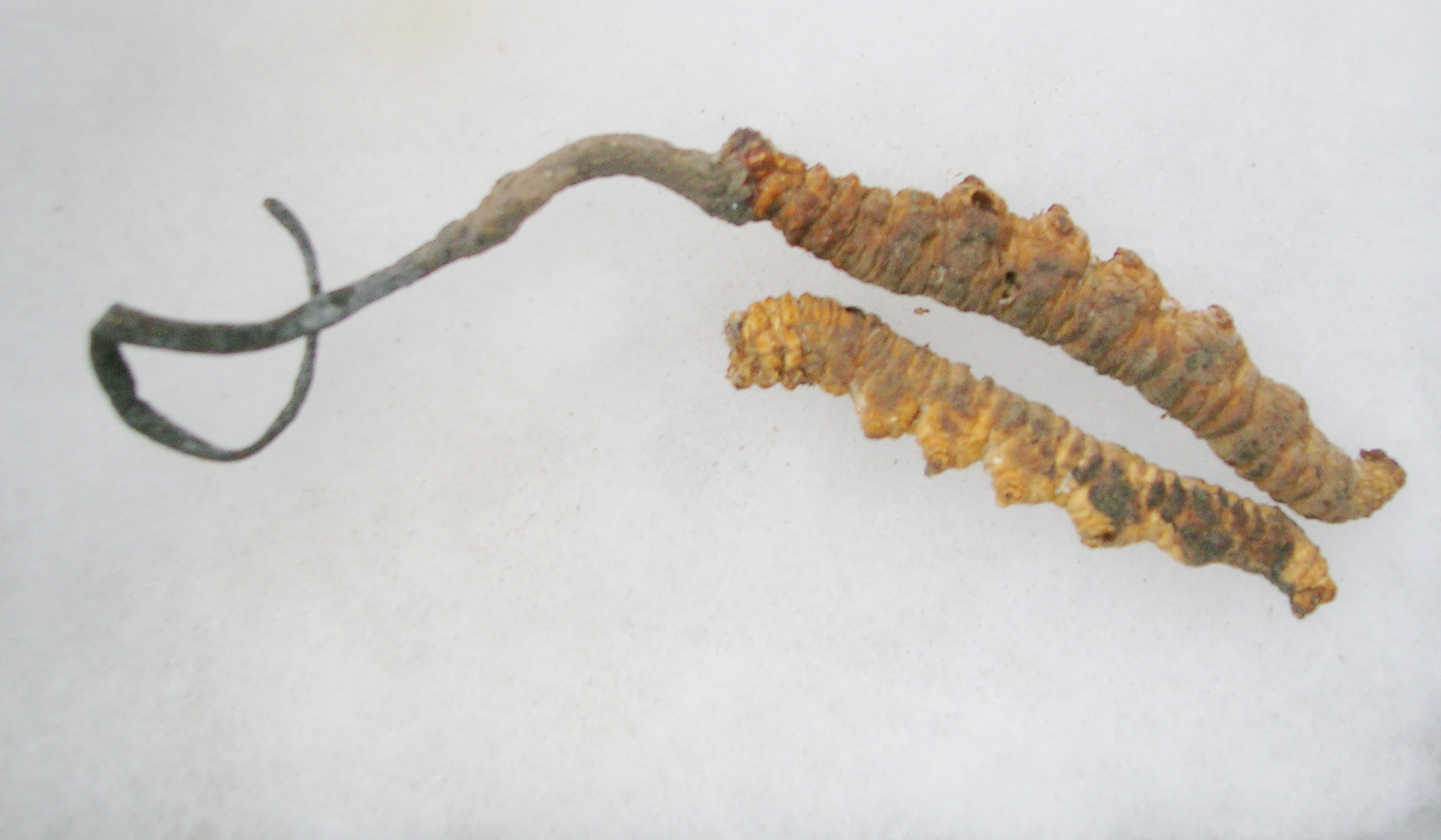
Ophiocordyceps sinensis in twee rupsen. Het stroma komt bij de bovenste rups via de kop naar buiten zetten. Het sclerotium bevindt zich in de rups en is dus niet zichtbaar.
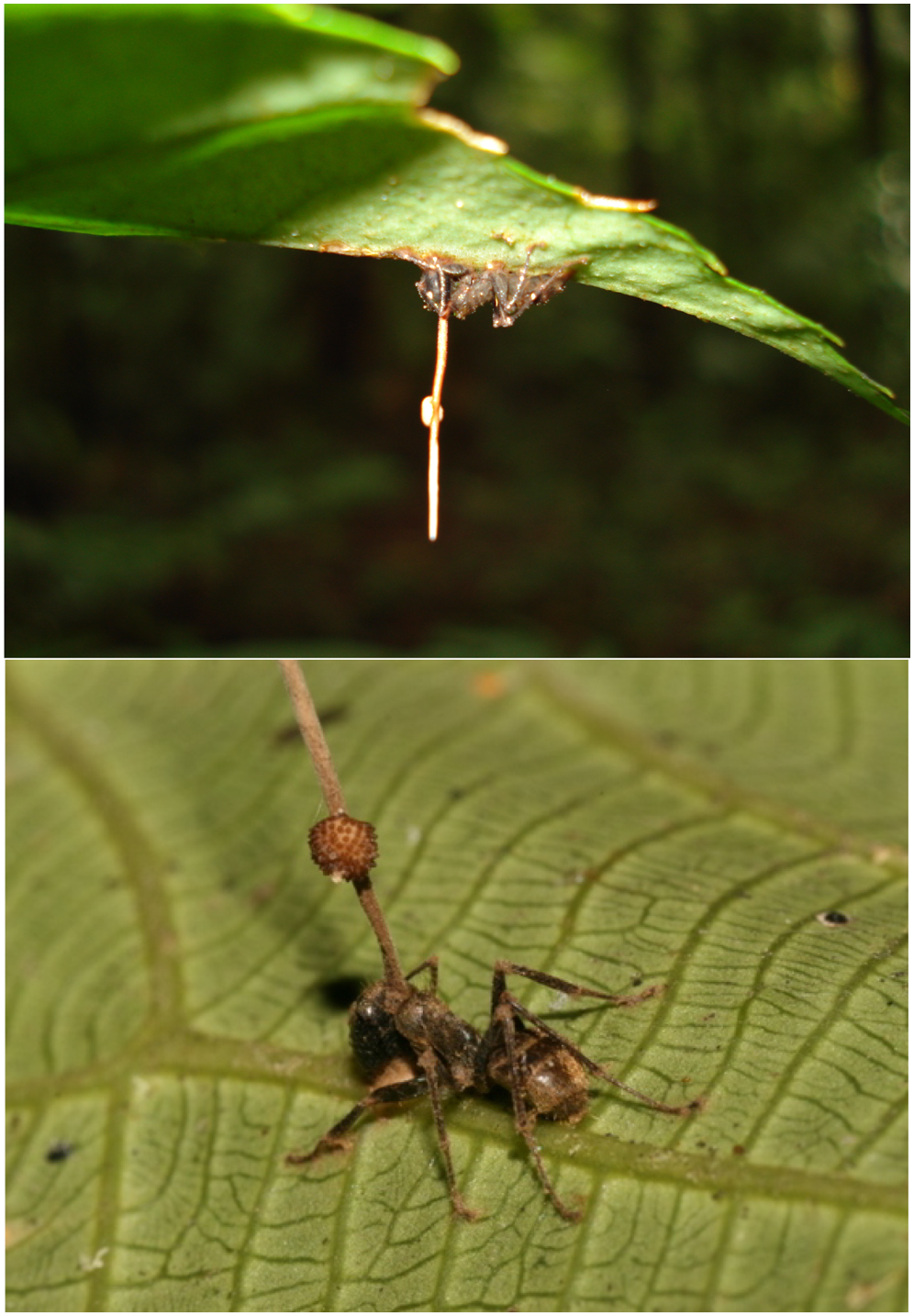
Camponotus leonardi-mieren geparasiteerd door Ophiocordyceps unilateralis
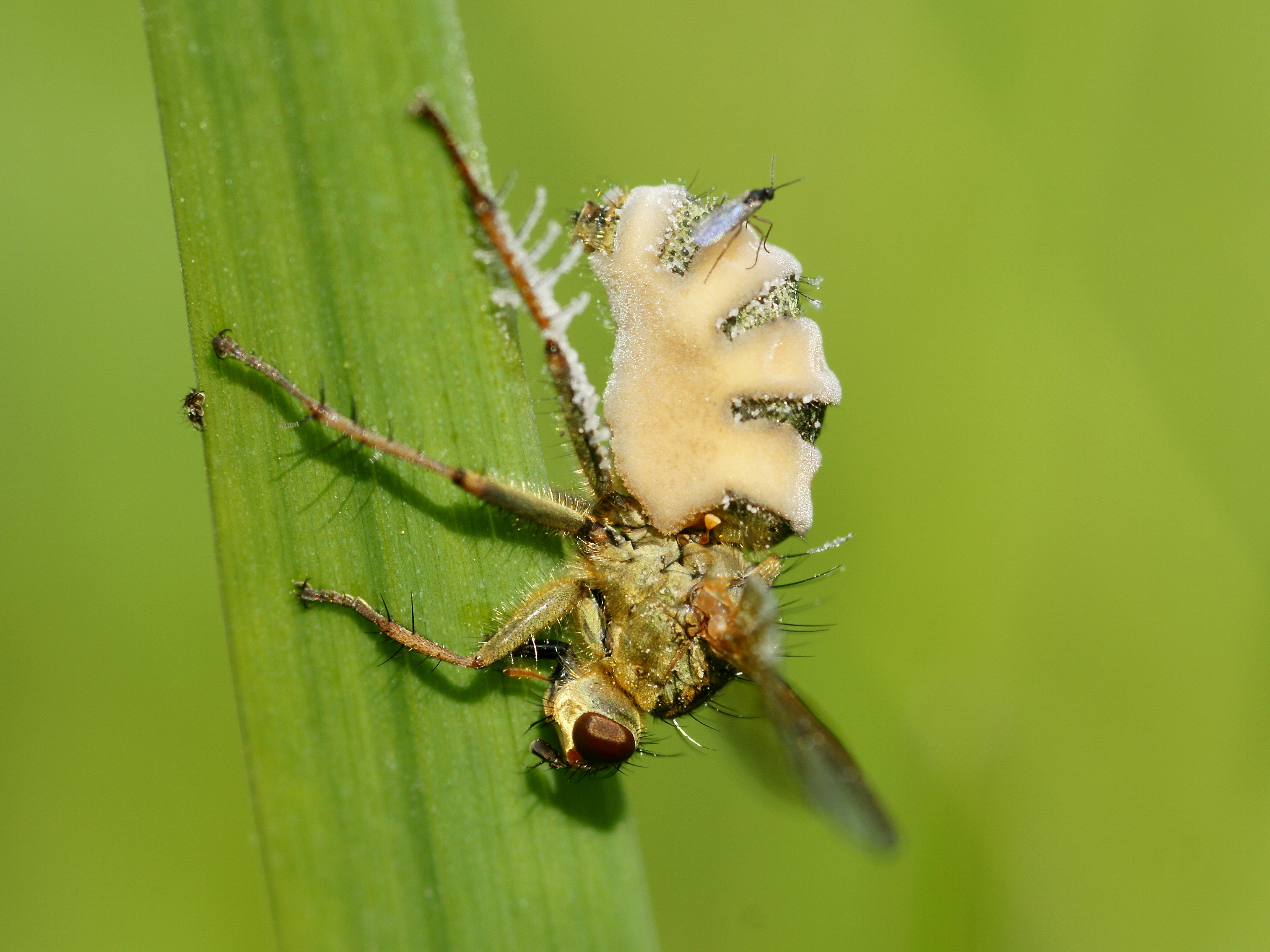
Een strontvlieg (Scathophaga stercoraria) geïnfecteerd door Entomophthora muscae

| Stam                                         | Orde             | Familie           | Voorbeelden van geslachten                                |
| -------------------------------------------- | ---------------- | ----------------- | --------------------------------------------------------- |
| Mastigomycotina                              | Oomycetes        | Lagenidiaceae     | Lagenidium                                                |
| Mastigomycotina                              | Chytridiomycetes | Blastocladiaceae  | Coelomomyces                                              |
| Zygomycotina                                 | Entomophthorales | Entomophthoraceae | Entomophaga Entomophthora en een aantal andere geslachten |
| Zygomycotina                                 | Mucorales        | Mucoraceae        | Sporodiniella                                             |
| Ascomycotina                                 | Clavicipitales   | Clavicipitaceae   | Cordyceps Metarhizium                                     |
| Ascomycotina                                 | Hypocreales      | Hypocreaceae      | Cordycepioideus                                           |
| Ascomycotina                                 | Laboulbeniales   | Laboulbeniaceae   | Laboulbenia en talrijke andere geslachten                 |
| Ascomycotina                                 | Pleosporales     | Podonectriaceae   | Podonectria                                               |
| Basidiomycotina                              | Septobasidiales  | Septobasidiaceae  | Septobasidium                                             |
| Deuteromycotina geen officiële classificatie | Hyphomycetes     |                   | Verticillium Aspergillus Beauveria Metarhizium            |
| Deuteromycotina geen officiële classificatie | Coelomycetes     |                   | Sorosporella                                              |

## Biologisch insecticide
Voor de biologische bestrijding van insecten en geleedpotigen wordt onderzoek gedaan met entomopathogene schimmels. Van belang is de ongeslachtelijke fase van de ascomycetensoorten van de geslachten Beauveria, Lecanicillium, Metarhizium en Paecilomyces. Metarhizium acridum wordt ingezet bij de biologische bestrijding van de woestijnsprinkhaan. In het wild veroorzaken de Entomophthorales epidemische sterfte.
De schimmels kunnen gekweekt worden op voedingsbodems. Sommige soorten hebben een zeer complexe voedingsbodem nodig, anderen zoals Beauveria bassiana en soorten van het geslacht Metarhizium groeien op een zetmeelrijke voedingsbodem van granen, zoals die met rijst of tarwe.